# 安东尼奥·马里亚·奥里奥尔
安东尼奥·马利亚·奥里奥尔·乌尔基霍（西班牙語：Antonio Maríade Oriol y Urquijo，1913年9月15日—1996年3月22日），西班牙实业家、政治家，他出身于西班牙著名的奥里奥尔家族。他起初在政治上支持卡洛斯主义运动，内战结束后他则成为了一名佛朗哥派官员。他于1957年至1965年间担任内政部福利司司长，并在1965年至1973年期间出任司法部长。之后于1973年到1979年成为王国委员会成员并主持国务委员会。奥里奥尔自1980年代从政界退休后，作为商人的他仍继续活跃在伊比德罗拉、塔尔高等多家知名企业。

### 延伸阅读
- Alfonso Ballestero, José Ma de Oriol y Urquijo, Madrid 2014, ISBN 8483569167, 9788483569160